# دووگانوو
دووگانوو (به لهستانی:  Dołganów) یک روستا در لهستان است که در گمینا رانبینو واقع شده‌است.